# Eurycarenus minimus
Eurycarenus minimus är en tvåvingeart som beskrevs av Mario Bezzi 1921. Eurycarenus minimus ingår i släktet Eurycarenus och familjen svävflugor.
Artens utbredningsområde är Namibia. Inga underarter finns listade i Catalogue of Life.